# Steinkiste von Anderlingen

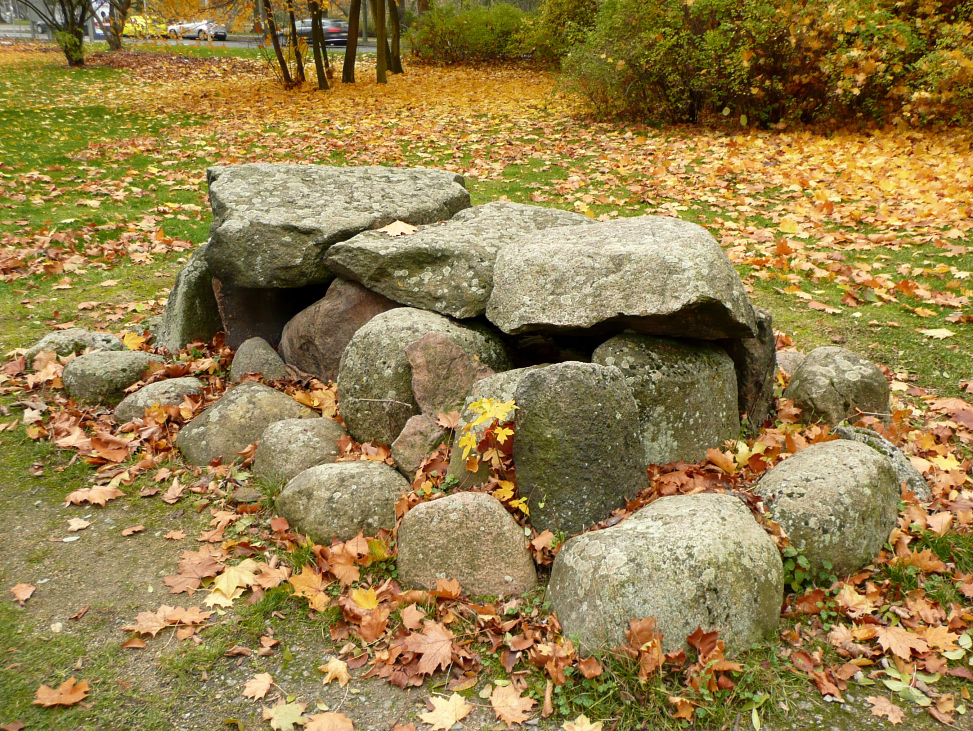
Die in Hannover wieder aufgestellte Steinkiste von Anderlingen

Die Steinkiste von Anderlingen ist die bekannteste Steinkiste Deutschlands, die vor etwa 3.400 Jahren in der älteren Bronzezeit errichtet worden ist. Sie wurde 1907 in einem Hügel bei Anderlingen im Landkreis Rotenburg (Wümme) gefunden und nach Hannover transloziert. 

## Grabungshistorie

Wappen von Anderlingen mit dem Bildstein der Steinkiste

Anderlingen liegt etwa 16 km südöstlich von Bremervörde auf einer Geestzunge. Etwa einen Kilometer nordöstlich des Ortes lagen dort, wo die Geest zur Twiste, einem rechten kleinen Nebenfluss der Oste absinkt, drei Grabhügel.
Der große Rundhügel mit einem Durchmesser von 25 m und einer Höhe von etwa zwei Metern wurde 1907 angegraben, um den Sand und die Steine, die einen Kranz um den Hügel bildeten, als Bau- und Pflastermaterial zu gewinnen. In der Hügelmitte stieß man auf einen Haufen durchschnittlich doppelkopfgroßer Blöcke, die zerschlagen wurden. Vermutlich handelte es sich um die Steinpackung der zentralen Bestattung. Über ihre Form ist nichts bekannt. Funde wurden, abgesehen von einem Bronzestückchen, nicht gemacht. Dicht unter der Hügeloberfläche fand man zwei kleine, weitmundige Urnen aus der Völkerwanderungszeit, in denen sich einst Leichenbrand befand. Später wurde die Randscherbe eines dritten Gefäßes aufgesammelt. Nahe dem südöstlichen Rand stieß man auf die exzentrisch und leicht in den Untergrund eingetiefte Steinkiste. Ihr Süd- und Mittelteil waren mit zwei Steinplatten bedeckt, das Nordende war offen. Die dritte Deckplatte fand man in der Hügelmasse. Die Gruft wurde von einem Sammler geleert, der auch die Urnen erwarb. Im Nordteil fanden sich einige unverbrannte Knochenreste, im Südteil die Bronzen. In der Folge wurde bekannt, dass auf dem südlichen Schlussstein der Kiste drei menschliche Figuren eingemeißelt sind. Leider hatte man an ihnen einiges ausgepickt, was die mittlere, vor allem aber die rechte Figur betraf. Der Hügel und die bronzezeitliche Steinkiste von Anderlingen wurden dann in letzter Minute vor der Zerstörung gerettet.

## Ausgrabung

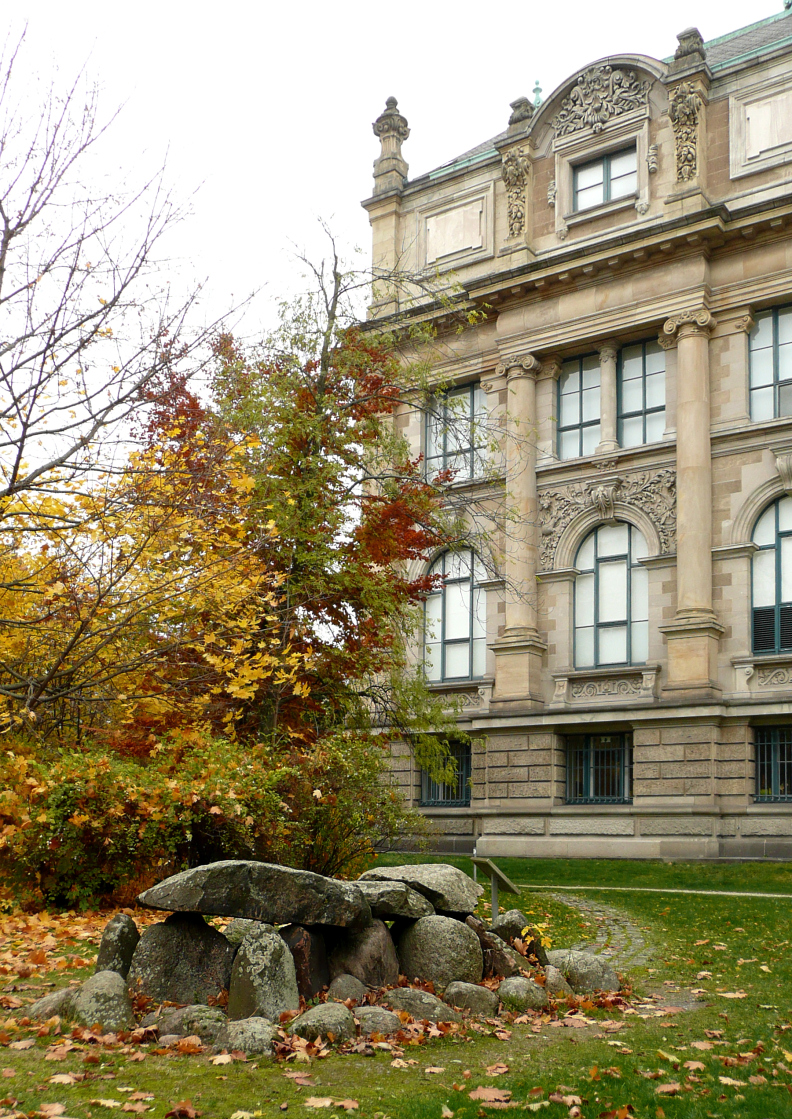
Standort in Hannover vor dem Niedersächsischen Landesmuseum

Nach einer Ortsbesichtigung im Januar 1908 wurde eine Ausgrabung des Hügelrestes vorgenommen, wobei man die östlich an die Kiste anschließenden Steinsetzungen freilegte und etwa 20 cm unter der Oberfläche im Hügelmantel drei völkerwanderungszeitliche Fibeln nebst einem Eisenmesser geborgen wurden. 
Die Steinkiste wurde mit den anschließenden Steinsetzungen nach Hannover gebracht und neben dem Niedersächsischen Landesmuseum (52° 21′ 53,7″ N, 9° 44′ 24,4″ O) wieder aufgebaut. Die Funde befinden sich ebenfalls in Hannover. Der Bildstein gelangte in die Schausammlung, so dass am Fundort nichts mehr zu sehen ist. 
Der große Hügel, der wahrscheinlich in mehreren Phasen erbaut und in dessen Hügelmantel völkerwanderungszeitliche Nachbestattungen eingesenkt wurden, enthielt offenbar mehrere Bestattungen aus der älteren Bronzezeit. Am Westrand des Hügels sollen außerhalb des Steinkranzes mehrere unregelmäßige radial gestellte mannslange Pflasterungen vorhanden gewesen sein.

## Die Steinkiste
Die ihrer Länge nach von Nordost nach Südwest ausgerichtete Kiste hatte im Innern eine Länge von 2,0 m, eine Breite von 0,7 m und die beachtliche Höhe von 1,0 m. Sie war aus gespaltenen Granitblöcken errichtet. Fünf bzw. sieben senkrecht gestellte Platten, denen man zum Teil kleine Platten zur Verkeilung untergelegt hatte, bildeten die Längsseiten, je eine große Platte den nördlichen und südlichen Abschluss. Da die nördliche der Deckplatten in alter Zeit in der Hügelmasse abgesunken war, ein natürlicher Vorgang jedoch ausgeschlossen ist, besteht Grund zu der Annahme, dass die Verlagerung auf eine alte Beraubung zurückgeht. Die ungepflasterte Kiste, auf deren Boden lediglich ein einzelner flacher Stein lag, hatte man etwa 50 cm in den gewachsenen Boden eingelassen, ebenso das sie umgebende Fundament aus unbehauenen Blöcken von etwa 50 cm Durchmesser.

## Weitere Steinsetzung
Unmittelbar östlich der Kiste, etwas nach Süden versetzt, fand man eine etwa mannslange, an einem Ende flach, am anderen etwa halbrund abschließende niedrige Blocksetzung, deren Inneres mit kleinen Steinen gepflastert war. Es handelte sich wohl um das Fundament und die Stützsteine eines Baumsarges.

## Funde
In dem zumindest durchwühlten Nordende der Kiste lagen einige unverbrannte Knochen. Dicht vor dem südlichen Schlussstein konnten auf dem Bestattungsniveau, dicht nebeneinander liegend, drei Bronzen geborgen werden, die in die ältere Bronzezeit, und zwar in die Periode II nach Montelius zu datieren sind. Es handelt sich um eine "nordische Rundkopffibel" mit massiv gegossenem "gedrehtem" Bügel, an der sich durch Infiltration von Kupfersalzen noch ein kleiner Rest von Wollgewebe erhalten hatte, ein Absatzbeil vom "osthannoverschen" Typ, in dessen Schäftungsrinne Teile des Holzschaftes bewahrt waren, und eine Dolchklinge mit gerundeter Heftplatte, in der noch die Nieten zum Festhalten des Griffes saßen. Der Dolch soll annähernd senkrecht im Boden gesteckt haben. An ihm waren Reste der hölzernen lederüberzogenen Scheide konserviert; ferner fanden sich Spuren des hölzernen Griffes, mit flachgewölbten breitköpfigen Nägeln.

## Der Bildstein

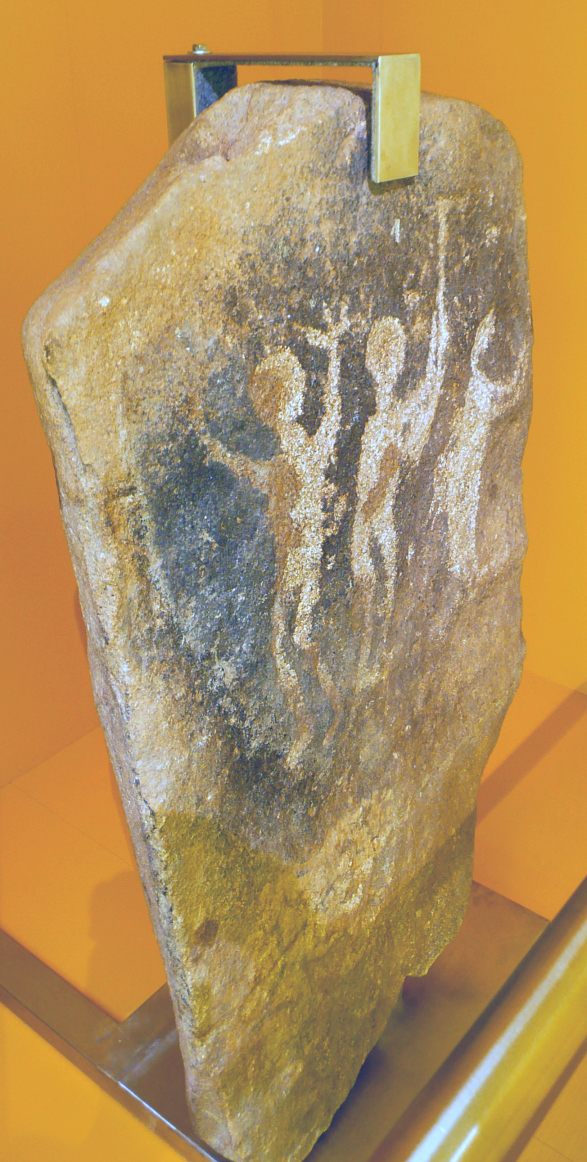
Der Bildstein

Die größte Besonderheit der Steinkiste ist der südliche Abschlussstein mit einer bildlichen Darstellung. Er ist besonders sorgfältig gespalten und weist drei eingemeißelte menschliche Figuren auf. Die Wiedergabe der Personen ähnelt den Felsbildern Südskandinaviens, sind aber die einzigen bisher in Deutschland gefundenen. Daher rief der Bildstein viel Aufsehen hervor, auch weil er erst Wochen später gefunden wurde. Der schon früh geäußerte Verdacht, der Stein wäre nachträglich manipuliert worden, konnte nie ganz ausgeräumt werden.
Eine vollständige Fälschung wird ausgeschlossen, da eine alte, wohl durch Kultfeuer bedingte Verfärbung Teile der Figuren ebenso überzieht wie Partien des südlichen Decksteines. Anfang der 1960er Jahre wurde der Verdacht geäußert, dass um die Wende der Jahre 1907 und 1908, als sich der Stein noch vor Ort befand, jemand mit Kenntnis vom Aussehen nordischer Felsbilder die Figuren verändert und unter anderem die gespreizten Finger und das Beil hinzugefügt habe; doch muss diese These zweifelhaft bleiben. Die linke und die mittlere Figur sind sicherlich als Männer anzusprechen; die linke hat die Arme erhoben und je drei Finger gespreizt, die mittlere ist nach rechts gewandt und hält ein Beil oder eine Axt empor. Die rechte Figur trug wohl ein langes Gewand und hielt die Arme leicht ausgestreckt.
Die Figuren zeigen eine Verwandtschaft zu den Felsbildern Südskandinaviens, wie zu den Felsbilder von Bohhuslän sowie den Fundplätzen von Sagaholm und Kivik. Eine Deutung stößt – nicht zuletzt wegen etwaiger modernen Veränderungen – auf Schwierigkeiten. Es mag sich um eine Götterdreiheit handeln, es könnte aber auch eine Kultszene dargestellt sein, die vielleicht in Zusammenhang mit den Bestattungsfeierlichkeiten für den hier Begrabenen steht. Die Grabkammer war in ihren Ausmaßen für nur einen Toten geeignet, der wahrscheinlich in einem Baumsarg oder einer Bohlenkiste beigesetzt worden ist. Dem Aufwand nach zu urteilen handelte es sich um eine gesellschaftlich herausgehobene Persönlichkeit, und es wäre immerhin denkbar, dass bei einer alten Beraubung von der Nordseite der Kammer her wesentliche Beigaben entwendet wurden. Ein recht ähnliches Inventar mit Fibel, Dolch und Beil enthielt allerdings auch die Steinkiste von Hagenah im Landkreis Stade.

## Nachbestattungen
Nachbestattungen der Völkerwanderungszeit waren die beiden wahrscheinlich als Urnen anzusprechenden Tongefäße und der Rest einer dritten. Bei dem wichtigen Inventar, das bei der planmäßigen Nachuntersuchung gehoben werden konnte, handelt es sich um die drei Fibeln und ein Eisenmesser. Gewebereste, welche den Fibeln anhafteten, sowie der Erhaltungsgrad der Stücke belegen, dass der Fund nicht zu einer Brandbestattung gehört. Die Fibeln lagen mit den Zierflächen nach unten in geringem Abstand voneinander, das Messer lag etwa 5 cm unter der großen Fibel. Offenbar handelte es sich um die Reste eines sächsischen Körpergrabes, welches auf Grund der Fibeln einer Frau zuzuweisen und in die zweite Hälfte des 5. Jahrhunderts n. Chr. zu datieren ist. Das schlichte Eisenmesser ist eine in Männer- und Frauengräbern jener Zeit häufige Beigabe. Es hatte, wie Abdrücke zeigen, einen Holzgriff. Die große, so genannte gleicharmige Fibel ist aus Bronze gegossen und zeigt Spuren von Vergoldung. Nadel und Spirale bestanden aus Eisen. Die reichen in Kerbschnittmanier gegossenen Verzierungen mit spiraloiden Mustern und stilisierten Tierfiguren stellen Einflüsse der spätrömischen Kunstindustrie dar, die von einheimischen Werkstätten weiterentwickelt wurden. Solche Fibelfunde sind auf das sächsische Gebiet beschränkt. Sie gehören in die Zeit der Übersetzung nach England und finden sich in einigen gleichartigen Exemplaren im Südosten der Britischen Inseln. Die beiden Vogelfibeln, die im Gefieder eine Männermaske tragen, stammen aus einer Form. Sie sind aus Silber gegossen und vergoldet. Die Nadeln bestanden aus Bronze. Späte Verwandte der Anderlinger Vogelfibeln spielen während des 6. Jahrhunderts im fränkischen Raum eine Rolle. 
Eine Nachbestattung in einem der unmittelbar benachbarten kleinen Hügel erbrachte die in diesem Gebiet sehr seltene Ausrüstung eines Mannes mit Langschwert, Lanzenspitze, zwei Messern, Gürtelbestandteilen und einem Beigefäß, das ebenfalls zu einem Körpergrab gehörte.